# Ernir Hrafn Arnarson
Ernir Hrafn Arnarson (* 13. November 1986 in Mosfellsbær) ist ein isländischer Handballspieler.

## Karriere
Ernir Hrafn Arnarson spielte beim isländischen Verein Valur Reykjavík. Zur Saison 2011/12 wechselte er nach Deutschland in die 2. Handball-Bundesliga zur HSG Düsseldorf, die er bereits nach einem halben Jahr wieder verließ und sich dem TV Emsdetten anschloss, mit dem er 2013 in die 1. Liga aufstieg. Nach der Saison 2015/16 verließ er den TV Emsdetten. Im November 2016 schloss er sich UMF Afturelding an.
Ernir Hrafn Arnarson gehört zum Kader der isländischen Nationalmannschaft, mit der er an der Weltmeisterschaft 2013 in Spanien teilnahm.